# Виноградов, Илья Леонидович
Виноградов Илья Леонидович (род. в 1978 году) — российский поэт, прозаик, журналист. Член Союза писателей России, председатель Мурманского отделения. Руководитель оргкомитета Всероссийского литературного форума-фестиваля «Капитан Грэй».

## Биография
Родился 17 мая 1978 года в городе Мурманске Мурманской области. Окончил физико-математический факультет Мурманского государственного педагогического университета.
Автор стихов, прозы, публицистики, переводов поэзии с французского, норвежского, болгарского языков. Автор первой книги переводов на русский стихотворений Вильяма Клиффа «А мышь пока еще жива» (2024). Произведения публиковались в литературных журналах «Наш Современник» «Дружба народов» «День и ночь», «Север», «Бельские просторы», «Сибирские огни», альманахах «Образ», «Кольчугинская осень», «Осиянное слово», «Литературной газете», газете «Россия сегодня» (Болгария) и др.
Автор сборника рассказов «Невидимые диктаторы» (2011), сборника стихотворений, рассказов и путевых заметок «Сокровища бедных» (2013), сборника стихотворений «Русский ген печали» (2016), сборника стихотворений с переводами на болгарский язык «Балканский блокнот» (2017), сборника стихотворений «Несанкционированные стихи» (2018), сборника стихотворений для детей «Я — большая» (2018), .), сборника стихотворений «Желтотравье» (2021), сборника стихотворений «40 армий» (2024).
В 2022 году подписал письмо в поддержку российского военного вторжения на Украину.
Живёт в Мурманске.

## Современники об Илье Виноградове
Кристина Андрианова-Книга (поэт, журналист, член Союза писателей России, Союза журналистов России, кандидат филологических наук): «Можно сразу заметить, что Виноградов — яркий визуал с корнями народника. Оттого так сочны его метафоры, эпитеты и прочие … стилистические и риторические фигуры… Автор патриотичен в исконном смысле этого слова. Здесь нет наигрыша, дешёвого блезира — только боль честных строк. С поэтом можно в чём-то соглашаться, в чём-то спорить, но ясно одно: у человека есть своя позиция, он не флюгер».
Вадимир Трусов (член Союза писателей России, заведующий отделом критики и литературоведения литературно-художественного журнала «Приокские зори»): «Суховатый и даже несколько педантичный стиль поэтической аналитики для Виноградова не единственный, он может быть и тонким лириком, сохраняя и в лирических стихотворениях некую философскую ноту».
Андрей Петров (доктор филологический наук, профессор САФУ, литературовед, автор книг): «Парадоксальность мышления, метафоричность высказывания в принципе отличает поэтический язык от повседневного, в творчестве Ильи Виноградова они проявляются по-особому, помогая поэту выразить заветное, важное, выстраданное».

## Награды и премии
- Лауреат Премии губернатора Мурманской области «За особый вклад в развитие культуры и искусства»;
- Лауреат Литературной премии Губернатора Мурманской области имени Константина Баева и Александра Подстаницкого;
- Лауреат Международного Каверинского литературного конкурса;
- Лауреат Всероссийского литературного форума им. Н. С. Гумилёва «Осиянное слово»;
- Лауреат премии главы администрации Мурманска «За личный вклад в развитие культуры и искусства в Мурманске»
- Награжден Благодарностью Совета Федерации РФ;
- Награжден Почетной грамотой Мурманской областной думы.